# Lijst van burgemeesters van Nigtevecht
Dit is een lijst van burgemeesters van de voormalige Nederlandse gemeente Nigtevecht in de provincie Utrecht, totdat deze gemeente in 1989 opging in de inmiddels voormalige gemeente Loenen.
| Ambtsperiode | Naam burgemeester                                          | Partij of stroming | Bijzonderheden |
| ------------ | ---------------------------------------------------------- | ------------------ | --- |
| 18?? - 1844? | J. Sanderson                                               |                    | tevens tijdens (deel van?) deze periode schout/burgemeester van Loenen, Loenersloot, Kortenhoef en Nederhorst den Berg |
| 1844? - 1850 | C.J. Willems                                               |                    | |
| 1850 - 1852  | J. van Andel                                               |                    | tevens burgemeester van Vreeland, Loenersloot en Ruwiel                                                                |
| 1852 - 1853  | Willem Frederik Hendrik Greup                              |                    | tevens burgemeester van Vreeland, voorheen burgemeester van Vleuten, Haarzuilens en Oudenrijn                          |
| 1853 - 1855  | C. (Cornelis) Fock                                         |                    | tevens burgemeester van Vreeland, later onder andere burgemeester van Amsterdam                                        |
| 1855 - 1856  | jhr. mr. H.A.C. de la Bassecour Caan                       |                    | tevens burgemeester van Vreeland, later burgemeester van Noordwijk                                                     |
| 1857 - 1858  | Jhr. Jan Jacob de Geer van Rijnhuizen                      |                    | tevens burgemeester van Vreeland                                                                                       |
| 1858 - 1868  | Jhr. D.J.A.A. (Diederik) van Lawick van Pabst van Nijevelt | liberaal           | tevens burgemeester van Vreeland, later burgemeester van Maarssen en Maarsseveen                                       |
| 1868 - 1875  | Mr. W.H.J. baron van Heemstra (1841-1909)                  |                    | tevens burgemeester van Vreeland, eerder burgemeester van Jutphaas                                                     |
| 1875 - 1882  | J.G.E. baron van Ittersum                                  |                    | tevens burgemeester van Vreeland, later burgemeester van Breukelen-Nijenrode, Breukelen-Sint Pieters en Tienhoven      |
| 1882 - 1911  | Jhr. J.A.F. Backer                                         |                    | tevens burgemeester van Vreeland                                                                                       |
| 1911 - 1945  | L. Schiethart                                              |                    | tevens burgemeester van Vreeland                                                                                       |
| 1945         | H.J. Doude van Troostwijk                                  | NSB                | tevens burgemeester van Vreeland en Loenen, eerder burgemeester van Mijdrecht en Wilnis                                |
| 1945 - 1946  | L. Schiethart                                              |                    | tevens burgemeester van Vreeland                                                                                       |
| 1946 - 1968  | F.D. Sprenger                                              |                    | tevens burgemeester van Vreeland (tot opheffing in 1964)                                                               |
| 1969 - 1974  | Mr.Dr. Jan Hazenberg                                       | ARP                | waarnemend, eerder burgemeester van Veenendaal                                                                         |
| 1974 - 1980  | Jaap Verkerk                                               | PvdA               | |
| 1981 - 1989  | Henk Spoelstra                                             | PvdA               | Later burgemeester van Rossum, Heerewaarden en Hummelo en Keppel.                                                      |